# EVENING GATE
『EVENING GATE』（イブニングゲート）は、2002年4月から2005年3月までエフエム青森（AFB）で放送されていた夕方ワイド番組である。放送時間は毎週月曜 - 木曜 17:00 - 18:55、金曜 16:00 - 18:55 （日本標準時）。
16:00から放送の金曜版では、16時台に音楽特集コーナーと週末の情報コーナーと「FM Radio Shopping」のコーナーを、17時台にニュースと交通情報のコーナーを、18時台に音楽情報とエンターテイメント情報のコーナーを設けていた。18時台には他に音楽リクエストコーナー「REQUEST & ARTIST」もあり、同コーナーには歌手やミュージシャンがゲスト出演することがあった。

## 出演者

### パーソナリティ
- 境香織（月曜・火曜担当[1]）
- 今道隆（水曜・木曜担当[2][3] → 月曜・火曜担当[4][5]）
- 鈴木耕治（金曜担当[6] → 木曜・金曜担当[7][8]）

### コーナー出演者
- 岩本三千代 - 18:40からの情報コーナー「J-PHONE EVENING SIGHT」（後の「Vodafone EVENING SIGHT」）を2002年4月から同年9月まで担当。このコーナーは、元々は同年3月まで同じ時間帯に単独放送されていた15分番組で[9]、岩本は2001年4月から同年9月にも同番組を担当していたことがある。